# The friday night boys
The Friday Night Boys fue una banda de pop punk de Fairfax, Virginia, que se formó en 2006. La banda estaba formada por Andrew Goldstein (Voz / Guitarra / Claves), Robby Dallas Reider (Bajo), Mike Toohey (Guitarra / Voz), y Chris Barrett (batería / coros).
The Friday Night Boys lanzado de forma independiente el EP "The Sketch Process" en la primavera de 2008, vendiendo más de 45.000 canciones en formato digital total. El 10 de julio de 2008, la banda se presentó en el MTV Total Request Live en un segmento llamado "en su radar", que contó con bandas sin firmar con la escalada de popularidad en línea. También apareció en s MTV.com "Pop-Punk Novatos del 2009". La banda firmó con Fueled By Ramen en agosto de 2008, y lanzaron el EP titulado Eso es lo que ha dicho el 14 de octubre de 2008. Su primer álbum de larga duración en el extremo profundo fue puesto en libertad el 9 de junio de 2009, de productor Emanuel Kiriakou.
La banda se embarcó en el otoño de 2009 para el Tour Glamour Kills, el apoyo a All Time Low. La gira también consistió con We the Kings y Hey Monday.
Una versión acústica de su canción "Permanent Heartbreak" apareció en el recopilatorio "Take Action! Tomo 9"
La banda encabezó The Once It Hits Your Lips Tour, patrocinado por el Advent Clothing Company, a principios de 2010. Anarbor, The Bigger Lights, , y The Ready Set se han preparado los actos de apertura para la gira.
La banda estaba de gira de primavera de 2010 como un acto de apertura de Lindo es para lo que apuntamos, junto con las luces más grandes y hacia abajo con Webster. Este tour se llevará a cabo del 23 de abril hasta el 19 de junio de 2010.
El 8 de octubre de 2010, Andrew Goldstein anunció la ruptura de la banda por el sitio Fueled by Ramen's Tumblr

## Discografía
- EP
  - So Friday Night, So Friday Tight 2007
  - The Sketch Process 2008
  - That's What She Said 2008
- LP
  - Off The Deep End 2009
  - stupid love better 2011